# 河内地标72洲际酒店
河内地标72洲际酒店（InterContinental Hanoi Landmark 72）是越南河内的一家洲际酒店，位于京南河内地标大厦346米高的顶层（61层到71层），是东南亚最高的酒店，在世界十大高层酒店排名第九。
酒店位于河内西部的商业区，靠近越南国家会议中心和河内博物馆。有359间客房，其中包括34间套房。第62层是酒吧和餐厅，提供韩国、日本、中国、越南、西餐和东南亚美食，其中中国的彩凤楼可容纳200人就餐，还有11个包厢。